# Victoria (Oriental Mindoro)
Victoria ist eine philippinische Stadtgemeinde in der Provinz Oriental Mindoro. Sie hat 50.492 Einwohner (Zensus 1. August 2015). In der Gemeinde ist die Mindoro State College of Agriculture and Technology angesiedelt.

## Baranggays
Victoria ist politisch in 32 Baranggays unterteilt.
| - Alcate - Babangonan - Bagong Silang - Bagong Buhay - Bambanin - Bethel - Canaan - Concepcion - Duongan - Loyal - Mabini | - Macatoc - Malabo - Merit - Ordovilla - Pakyas - Poblacion I - Poblacion II - Poblacion III - Poblacion IV - Sampaguita - San Antonio | - San Gabriel - San Gelacio - San Isidro - San Juan - San Narciso - Urdaneta - Villa Cerveza - Jose Leido Jr. - San Cristobal - Antonino |